# Bower House Tye
Bower House Tye är en by (hamlet) i Suffolk, England. Den har 5 kulturmärkta byggnader, inklusive Bower House, Brewery Farmhouse, Holly Cottage, Holmwood Cottages 1 and 2, och The Bower Close.